# Primera guerra anglo-afgana
La primera guerra anglo-afgana (en persa: جنگ اول افغان و انگلیس‎) fue un conflicto bélico que se libró entre el Imperio británico y el Emirato de Afganistán desde 1839 hasta 1842. Inicialmente, los británicos intervinieron con éxito en una disputa de sucesión entre el emir Dost Mohammed (Barakzai) y el exemir Shuja Shah (Durrani), a quienes restauraron en el trono al capturar Kabul en agosto de 1839. La principal fuerza británica de la India que ocupaba Kabul junto con sus seguidores del campamento, habiendo soportado también duros inviernos, fue aniquilada casi por completo durante su retirada de Kabul en 1842.
Los británicos enviaron una expedición a Kabul para vengar la destrucción de sus fuerzas anteriores. Después de recuperar a los prisioneros, se retiraron de Afganistán a finales de año. Dost Mohammed regresó del exilio en India para restablecer su gobierno.
Fue uno de los primeros conflictos importantes durante el Gran Juego, la puja del siglo XIX por el poder y la influencia en Asia Central entre Reino Unido y Rusia.

## Causas

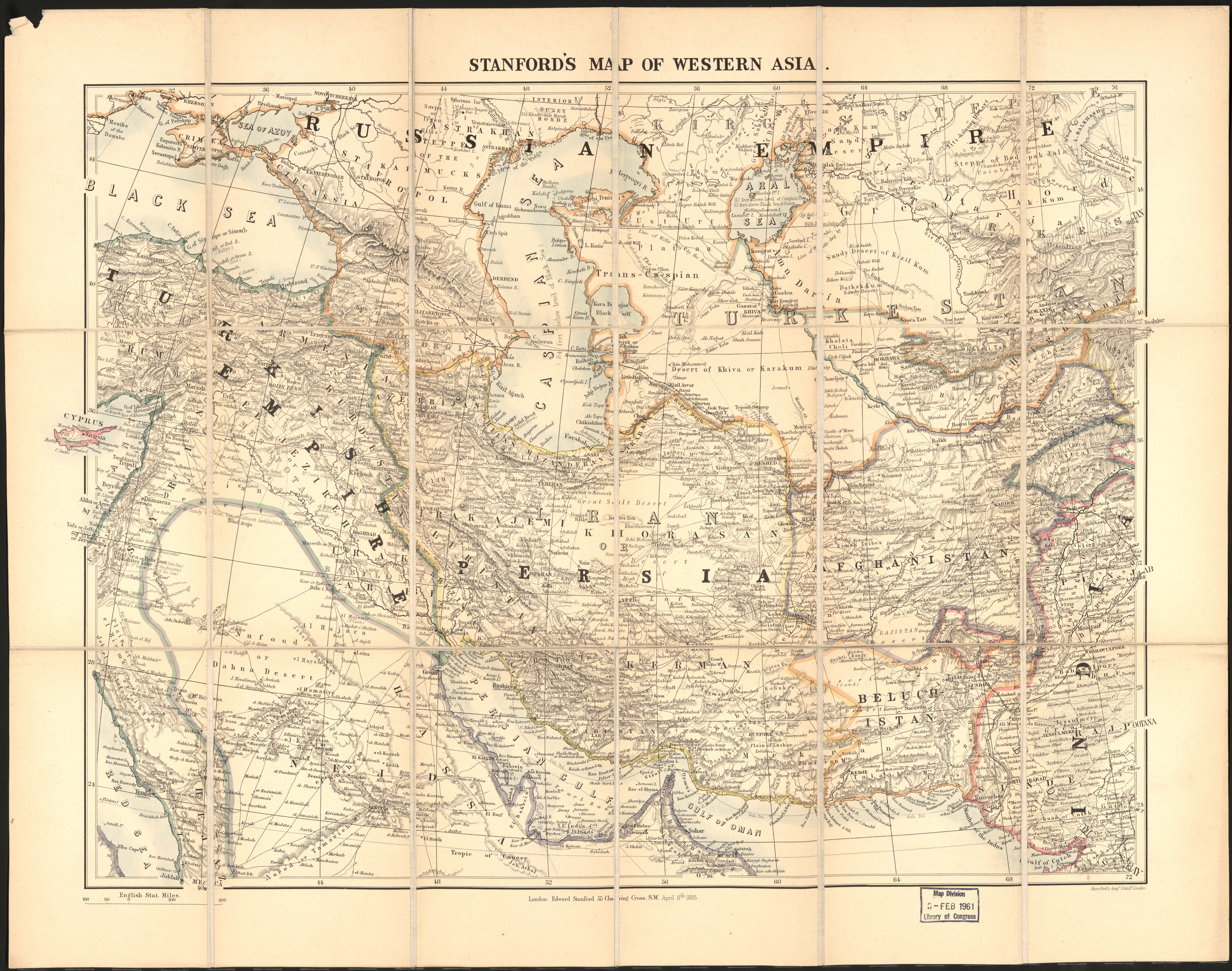
Mapa británico de 1885 de Asia occidental durante "el Gran Juego", con los imperios ruso y turco, la Persia Kayar, las franjas meridionales del Turquestán Occidental, el Emirato de Afganistán y la India británica occidental.

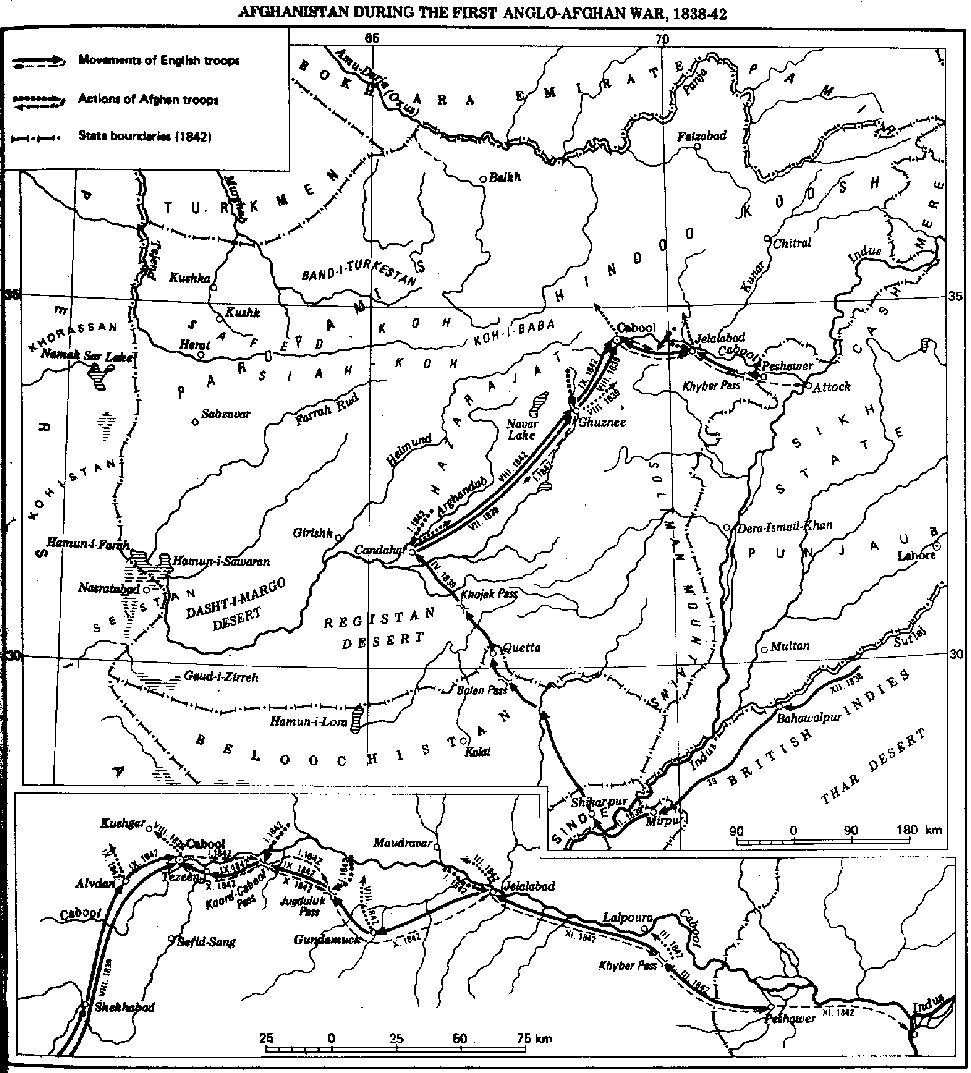
Mapa de Afganistán durante la primera guerra anglo-afgana.

El siglo XIX fue un período de competencia diplomática entre los imperios británico y ruso por las esferas de influencia en Asia, conocido como "el Gran Juego" para los británicos y el "Torneo de las Sombras" para los rusos. Con la excepción del emperador Pablo, que ordenó una invasión de la India en 1800 (que fue cancelada después de su asesinato en 1801), ningún zar ruso consideró seriamente invadir la India, pero durante la mayor parte del siglo XIX, Rusia fue vista como "el enemigo" en Gran Bretaña; y cualquier avance ruso en Asia Central, en lo que ahora es Kazajistán, Turkmenistán, Kirguistán, Uzbekistán y Tayikistán, siempre se asumió (en Londres) como dirigido hacia la conquista de India, como el historiador estadounidense David Fromkin observó, "no importa cuán inverosímil" pueda ser tal interpretación.
En 1832, se aprobó el primer proyecto de ley de reforma que reducía los requisitos de franquicia para votar y ocupar un cargo en el Reino Unido, que el ultraconservador emperador Nicolás I de Rusia desaprobó abiertamente, preparando el escenario para una guerra anglo-rusa, y muchos creían que la autocracia rusa y la democracia británica estaban destinadas a chocar. En 1837, Lord Palmerston y John Hobhouse, temiendo la inestabilidad de Afganistán, el Sind y el creciente poder del reino sij hacia el noroeste, planteó el espectro de una posible invasión rusa de la India británica a través de Afganistán. 
Los británicos tendieron a malinterpretar la política exterior del emperador Nicolás I como antibritánica y decidida a una política expansiva en Asia; considerando que, de hecho, aunque a Nicolás no le gustaba Gran Bretaña como un estado democrático liberal que consideraba bastante "extraño", siempre creyó que era posible llegar a un entendimiento con Gran Bretaña sobre las esferas de influencia en Asia, creyendo que la naturaleza esencialmente conservadora de la sociedad británica retrasaría el advenimiento del liberalismo. El objetivo principal de la política exterior de Nicolás no era la conquista de Asia, sino más bien mantener el status quo en Europa, especialmente mediante la cooperación con Prusia y Austria, y al aislar a Francia, como Luis Felipe I, el rey de los franceses era un hombre a quien Nicolás odiaba como un "usurpador".
El duque de Orleans había sido amigo de Nicolás, pero cuando asumió el trono de Francia después de la revolución de 1830, Nicolás estaba consumido por el odio hacia su antiguo amigo que, según él lo veía, se había pasado a lo que él percibia como el lado oscuro del liberalismo. La idea de que Rusia era una amenaza para la Compañía de las Indias Orientales es una versión de los hechos. Los académicos ahora favorecen una interpretación diferente de que el miedo de la Compañía de las Indias Orientales fue de hecho la decisión de Dost Mohammed Khan y el gobernante Qajar de Irán de formar una alianza y extinguir el gobierno sij en Punjab. Los británicos temían que un ejército islámico invasor llevara a un levantamiento en la India por parte del pueblo y los estados principescos, por lo que se decidió reemplazar a Dost Mohammed Khan por un gobernante más dócil. "Los rumores podrían costar vidas y el propio Imperio. Por lo tanto, en lugar de fijarse en el otro oriental, la Compañía de las Indias Orientales jugó con la amenaza del oso ruso".
La Compañía envió un emisario a Kabul para formar una alianza con el Amir de Afganistán, Dost Mohammed Khan contra Rusia.
Dost Mohammed había perdido recientemente una ciudad estratégica de Peshawar ante el Imperio sij y estaba dispuesto a formar una alianza con Gran Bretaña si le daban apoyo para retomarla, pero los británicos no estaban dispuestos. En cambio, los británicos temían al Dal Khalsa, entrenado por los franceses, y consideraban que el ejército sij era una amenaza mucho más formidable que los afganos, que no tenían un ejército bien disciplinado, en lugar de solo tener un impuesto tribal bajo la bandera de la yihad, los miembros de las tribus saldrían a luchar por el Emir. Por esta razón, Lord Auckland prefirió una alianza con el Punjab a una alianza con Afganistán. Los británicos podrían haber tenido una alianza con el Punjab o Afganistán, pero no ambos al mismo tiempo.
Cuando el gobernador general de la India, Lord Auckland, se enteró de la llegada del enviado ruso, el conde Jan Prosper Witkiewicz (más conocido por la versión rusa de su nombre como Yan Vitkevich) a Kabul y de la posibilidad de que Dost Mohammed pudiera recurrir a Rusia en busca de apoyo, su asesores políticos exageraron la amenaza. Alexander Burnes, el escocés que se desempeñó como director político de la Compañía de las Indias Orientales en Afganistán, describió a Witkiewicz: "Era un hombre caballeroso y agradable, de unos treinta años de edad, hablaba francés, turco y persa con fluidez, y usaba el uniforme de un oficial de los cosacos".
La presencia de Witkiewicz había llevado a Burnes a un estado de desesperación, lo que llevó a un contemporáneo a notar que "se abandonó a la desesperación, se tapó la cabeza con toallas y pañuelos húmedos y se lanzó al frasco olfativo". De hecho Dost Mohammae había invitado al conde Witkiewicz a Kabul como una forma de asustar a los británicos para que hicieran una alianza con él contra su archienemigo Ranjit Singh, el maharajá del Punjab, no porque realmente quisiera una alianza con Rusia. Los británicos tenían el poder de obligar a Singh a devolver los antiguos territorios afganos que había conquistado, mientras que los rusos no lo hicieron, lo que explica por qué Dost Mohammed Khan quería una alianza con los británicos. Burnes escribió a su casa después de cenar con el conde Witkiewicz y Dost Mohammed a finales de diciembre de 1837: "Estamos en una casa desordenada. El emperador de Rusia ha enviado un enviado a Kabul para ofrecer (…) dinero [a los afganos] para luchar contra Rajeet Singh! No podía creer lo que veían ni mis oídos".
El 20 de enero de 1838, Lord Auckland envió un ultimátum a Dost Mohammed diciéndole: "Debes desistir de toda correspondencia con Rusia. Nunca debes recibir agentes de ellos, o tener algo que ver con ellos sin nuestra autorización; debes despedir al Capitán Viktevitch [Witkiewicz] con cortesía; debe renunciar a todos los derechos a Peshawar". El propio Burnes se había quejado de que la carta de Lord Auckland era "tan dictatorial y desdeñosa como para indicar la intención del escritor de ofender", y trató de evitar entregarla durante el mayor tiempo posible. Dost Mohammed se sintió realmente ofendido por la carta, pero para evitar una guerra, tuvo a su asesor militar especial, el aventurero estadounidense Josiah Harlan para entablar conversaciones con Burnes para ver si se puede llegar a un acuerdo. De hecho, Burnes no tenía poder para negociar nada, y Harlan se quejó de que Burnes simplemente estaba estancado, lo que llevó a Dost Mohammed a expulsar la misión diplomática británica el 26 de abril de 1838.
Los temores británicos de una invasión persa y afgana de la India se acercaron un paso más a convertirse en realidad cuando las negociaciones entre afganos y rusos se rompieron en 1838. La dinastía Kayar de Persia, con el apoyo de Rusia, intentó el asedio de Herat. Herat, en Afganistán, es una ciudad que históricamente había pertenecido a Persia que los shas Qajar habían deseado recuperar durante mucho tiempo y está ubicada en una llanura tan fértil que se conoce como el "Granero de Asia Central"; quienquiera que controle Heret y el campo circundante también controla la mayor fuente de grano en toda Asia Central. Rusia, que quería aumentar su presencia en Asia Central, había formado una alianza con Qajar Irán, que tenía disputas territoriales con Afganistán ya que Herat había sido parte de la Persia safávida antes de 1709. 

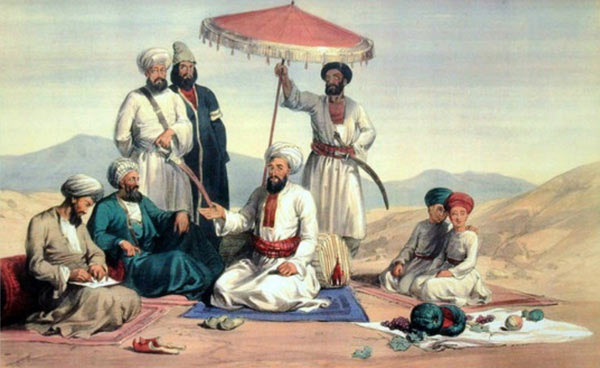
Dost Mohammed Khan y su familia.

El plan de Lord Auckland era ahuyentar a los sitiadores y reemplazar a Dost Mohammed con Shuja Shah Durrani, quien una vez gobernó Afganistán y que estaba dispuesto a aliarse con cualquiera que pudiera devolverlo al trono afgano. En un momento, Shuja había contratado a un aventurero estadounidense, Josiah Harlan, para derrocar a Dost Mohammed Khan, a pesar de que la experiencia militar de Harlan incluía trabajar solo como cirujano con las tropas de la Compañía de las Indias Orientales en la Primera Guerra de Birmania. Shuja Shah había sido depuesto en 1809 y vivía exiliado en la India británica desde 1818, cobrando una pensión de la Compañía de las Indias Orientales, que creía que algún día podría serle útil. Los británicos negaron que estuvieran invadiendo Afganistán, alegando que simplemente estaban apoyando a su "legítimo" gobierno de Shuja "contra la interferencia extranjera y la oposición facciosa". En 1838, Shuja Shah apenas era recordado por la mayoría de sus antiguos súbditos y aquellos que sí lo veían como un gobernante cruel y tiránico que, como pronto descubrirían los británicos, casi no tenía apoyo popular en Afganistán.
El 1 de octubre de 1838, Lord Auckland emitió la Declaración de Simla en la que atacaba a Dost Mohammed Khan por realizar "un ataque no provocado" contra el imperio de "nuestro antiguo aliado, Maharaja Ranjeet Singh", y declaró que Shuja Shah era "popular en todo Afganistán" y que entrar en su antiguo reino "rodeado por sus propias tropas y ser apoyado contra la interferencia extranjera y la oposición facciosa del ejército británico". Como los persas habían interrumpido el asedio de Herat y el emperador Nicolás I de Rusia había ordenado al conde Vitkevich que regresara (se suicidaría al llegar a San Petersburgo), las razones para intentar devolver a Shuja Shah a los afganos el trono se había desvanecido. El historiador británico Sir John William Kaye escribió que el fracaso de los persas en tomar Herat "cortó bajo los pies de Lord Auckland todo motivo de justificación y convirtió la expedición a través del Indo a la vez en una locura y un crimen". Pero en este punto, Auckland estaba comprometido a poner Afganistán en la esfera de influencia británica y nada le impediría seguir adelante con la invasión.
El 25 de noviembre de 1838, los dos ejércitos más poderosos del subcontinente indio se reunieron en una gran revisión en Ferozepore cuando Ranjit Singh, el maharajá del Punyab, sacó al Dal Khalsa a marchar junto a las tropas cipayos de la Compañía de las Indias Orientales y las tropas británicas en la India con el propio Lord Auckland presente en medio de una gran pompa y música colorida mientras hombres vestidos con uniformes de colores brillantes junto con caballos y elefantes marcharon en una impresionante demostración de poderío militar. Lord Auckland declaró que el "Gran Ejército del Indo" comenzaría ahora la marcha sobre Kabul para deponer a Dost Mohammed y devolver a Shuja Shah al trono afgano, aparentemente porque este último era el legítimo Emir, pero en realidad para colocar Afganistán en la esfera de influencia británica. El duque de Wellington, que habló en la Cámara de los Lores, condenó la invasión y dijo que las verdaderas dificultades solo comenzarían después del éxito de la invasión, y afirmó que la fuerza angloindia derrotaría el impuesto tribal afgano, pero luego se encontraría luchando por aguantar dada la situación. El terreno de las montañas Hindu Kush y Afganistán no tenía carreteras modernas, por lo que toda la operación se calificó de "estúpida" dado que Afganistán era una tierra de "rocas, arenas, desiertos, hielo y nieve".

## Fuerzas

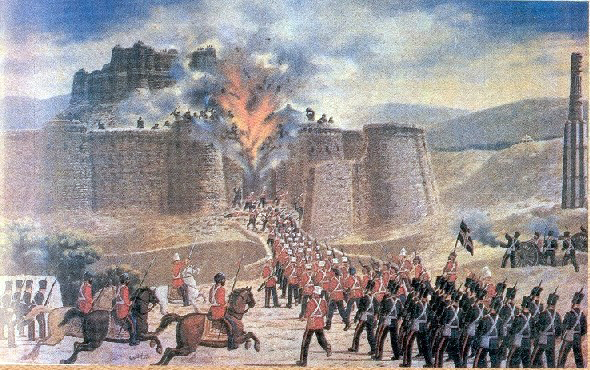
Una fuerza británico-india ataca el fuerte de Ghazni durante la Primera Guerra Afgana, 1839.

La India británica en este momento era una colonia propietaria dirigida por la Compañía Británica de las Indias Orientales, a la que la Corona Británica le había otorgado el derecho de gobernar la India. La India era sólo una de varias colonias propietarias del Imperio británico en todo el mundo, donde la Corona había otorgado el derecho a gobernar a varias corporaciones o individuos, por ejemplo, Tierra de Rupert, que era una vasta extensión que cubría la mayor parte de lo que es ahora Canadá era gobernado por la Compañía de la Bahía de Hudson, pero la India era fácilmente la más rica y rentable de todas las colonias propietarias. 
En el siglo XIX, la Compañía de las Indias Orientales gobernaba a 90 millones de indios y controlaba 70 millones de acres (243 000 kilómetros cuadrados) de tierra bajo su propia bandera mientras emitía su propia moneda, convirtiéndola en la corporación más poderosa del mundo. La Compañía de las Indias Orientales había recibido monopolios comerciales de la Corona, pero no era propiedad de la Corona, aunque las acciones de la Compañía de las Indias Orientales eran propiedad de numerosos parlamentarios y aristócratas, lo que creó un poderoso grupo de presión en el Parlamento mientras la Compañía ofrecía regularmente "obsequios" a personas influyentes en Gran Bretaña. La Compañía de las Indias Orientales era lo suficientemente rica como para mantener los tres ejércitos de la Presidencia, conocidos después de sus presidencias como el Ejército de Bengala, el Ejército de Bombay y el Ejército de Madrás, con el cuartel general de campo supremo para comandar estos ejércitos en Shimla.
El ejército de la Compañía de las Indias Orientales totalizó 200 000 hombres, lo que lo convirtió en uno de los ejércitos más grandes del mundo entero, y era un ejército más grande que los mantenidos por la mayoría de los estados europeos. La mayoría de los hombres que servían en los ejércitos de la presidencia eran indios, pero los oficiales eran todos británicos, entrenados en la propia escuela de oficiales de la Compañía de las Indias Orientales en la finca de Addiscombe en las afueras de Londres. Además, la políticamente poderosa Compañía de las Indias Orientales envió regimientos del ejército británico a la India para servir junto al ejército de la Compañía de las Indias Orientales. Los oficiales del ejército británico que servían en la India tendían a menospreciar a los oficiales que servían en el ejército de la Compañía como mercenarios e inadaptados, y las relaciones entre los dos ejércitos eran, en el mejor de los casos, frías.
Los regimientos elegidos para la invasión de Afganistán procedían de los ejércitos de Bengala y Bombay. El comandante en India, Sir Henry Fane, eligió los regimientos por sorteo, lo que llevó a que el mejor regimiento británico, el Tercer Pie, quedara excluido mientras que el peor, el Decimotercer Infantería Ligera, se incluyó en el Gran Ejército del Indo. Las unidades del Ejército de Bengala que entraron en Afganistán fueron el Caballo de Skinner, el Cuadragésimo Tercer de Infantería Nativa y la Segunda Caballería Ligera, que eran todos regimientos de la Compañía, mientras que el Decimosexto Lancero y el Decimotercer de Infantería Ligera procedían del Ejército Británico en India. Las unidades del Ejército de Bombay elegidas para el Gran Ejército del Indo fueron el Decimonoveno de Infantería Nativa y el Caballo Local de Poona, que eran regimientos de la Compañía, y el Segundo batallón de los Guardias de Coldstream, el Diecisiete de Infantería y el Cuarto Dragón, que eran todos regimientos del ejército británico.
De las dos divisiones del Gran Ejército del Indo, la división de Bombay contaba con cincuenta y seiscientos hombres y la división de Bengala con noventa y quinientos hombres. Shuja reclutó a 6000 mercenarios indios (Levy de Shah Shujah) de su bolsillo para la invasión. Se suponía que Ranjit Singh, el anciano y enfermo maharajá del Punjab contribuiría con varias divisiones del Dal Khalsa al Gran Ejército del Indo, pero renegó de sus promesas, adivinando que la fuerza angloindia era suficiente para deponer a su archienemigo Dost Mohammed, y no deseaba incurrir en los gastos de una guerra con Afganistán. Acompañando a la fuerza de invasión había 38 000 seguidores indios del campo y 30 000 camellos para llevar suministros.

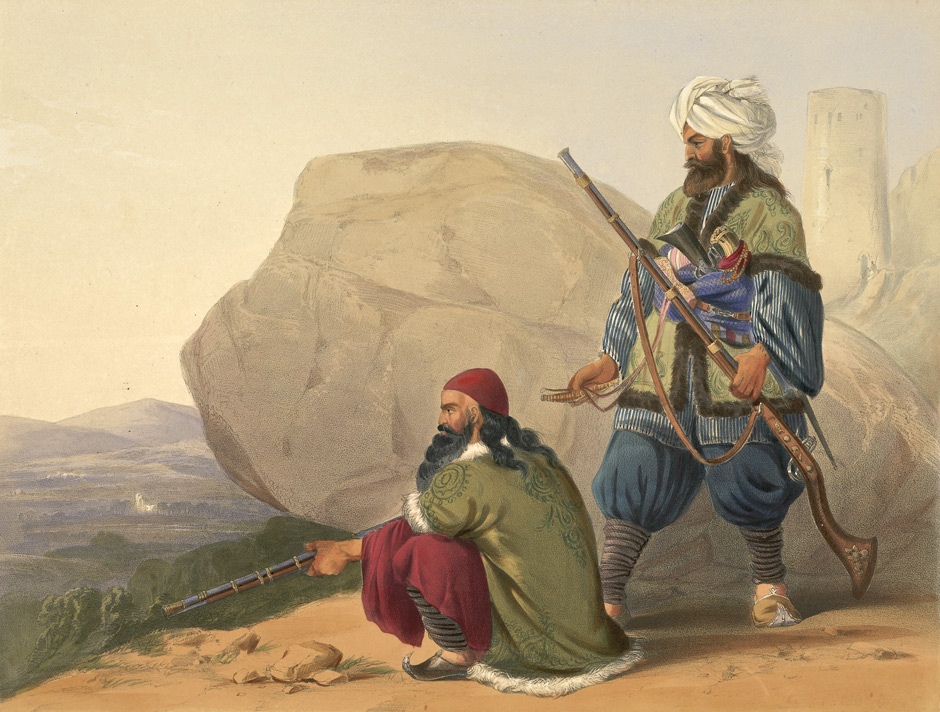
Soldados de infantería afganos, litografía de James Rattray (1841).

El Emirato de Afganistán no tenía ejército y, en cambio, bajo el sistema feudal afgano, los jefes tribales contribuían con guerreros cuando el Emir solicitaba sus servicios. Los afganos se dividieron en numerosos grupos étnicos, de los cuales los más grandes eran los pashtunes, los tayikos, los uzbekos y los hazaras, que a su vez se dividieron en numerosas tribus y clanes. El Islam fue el único factor unificador que unió a estos grupos, aunque los hazaras eran musulmanes chiitas, mientras que el resto eran musulmanes sunitas. Los pastunes eran el grupo étnico dominante, y fue con las tribus pastunes con las que más interactuaron los británicos. 
Los miembros de la tribu pashtún no tenían entrenamiento militar, pero los pashtunes ferozmente belicosos estaban siempre luchando entre sí, cuando el Emir no los llamaba para el servicio de la tributación tribal, lo que significaba que la mayoría de los hombres pashtunes tenían al menos algo de experiencia en la guerra. Las tribus Pashtun vivían según su estricto código moral de Pashtunwali (el camino de los pashtunes) estableciendo varias reglas para que un hombre pashtún viva, una de las cuales era que un hombre tenía que vengar cualquier insulto, real o imaginario, con violencia, para ser considerado un hombre. El arma afgana estándar era un rifle de mecha conocido como jezail.

## Invasión británica de Afganistán

### En Afganistán

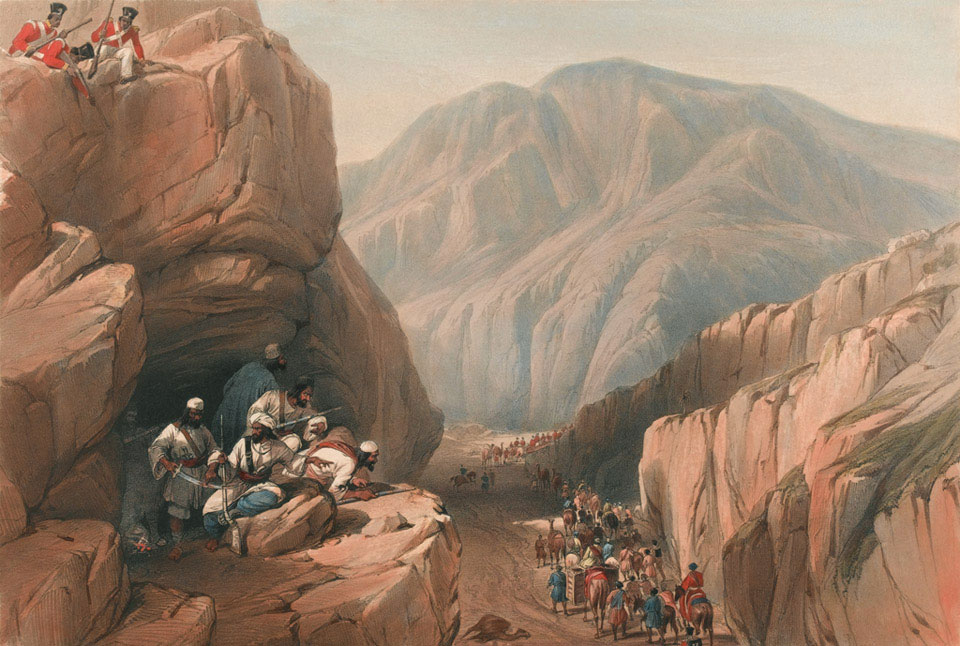
Sir-I-Khajur en el Paso de Bolán, 1839.

El Ejército del Indo, que incluía 21 000 tropas británicas e indias bajo el mando de John Keane, primer barón Keane (posteriormente reemplazado por Sir Willoughby Cotton y luego por William Elphinstone) partió de Punyab en diciembre de 1838. Con ellos estaba William Hay Macnaghten, ex-secretario jefe del gobierno de Calcuta, que había sido seleccionado como el principal representante de Gran Bretaña en Kabul. Incluía un inmenso tren de 38 000 seguidores del campamento y 30 000 camellos, además de una gran manada de ganado. Los británicos tenían la intención de estar cómodos: un regimiento tomó su paquete de raposeros, otro llevó dos camellos para llevar sus cigarrillos, los oficiales subalternos fueron acompañados por hasta 40 sirvientes y un oficial superior requirió 60 camellos para llevar sus efectos personales.
A finales de marzo de 1839, las fuerzas británicas habían cruzado el paso de Bolán, habían llegado a la ciudad de Quetta, en el sur de Afganistán, y habían comenzado su marcha hacia Kabul. Avanzaron a través de un terreno accidentado, a través de desiertos y pasos de montaña de 4000 metros de altura, pero hicieron un buen progreso y finalmente establecieron campamentos en Kandahar el 25 de abril de 1839. Después de llegar a Kandahar, Keane decidió esperar a que las cosechas Maduró antes de reanudar su marcha, por lo que no fue hasta el 27 de junio que el Gran Ejército del Indo volvió a marchar. Keane dejó atrás sus máquinas de asedio en Kandahar, lo que resultó ser un error cuando descubrió que los muros de la fortaleza de Gazni eran mucho más fuertes de lo que esperaba.

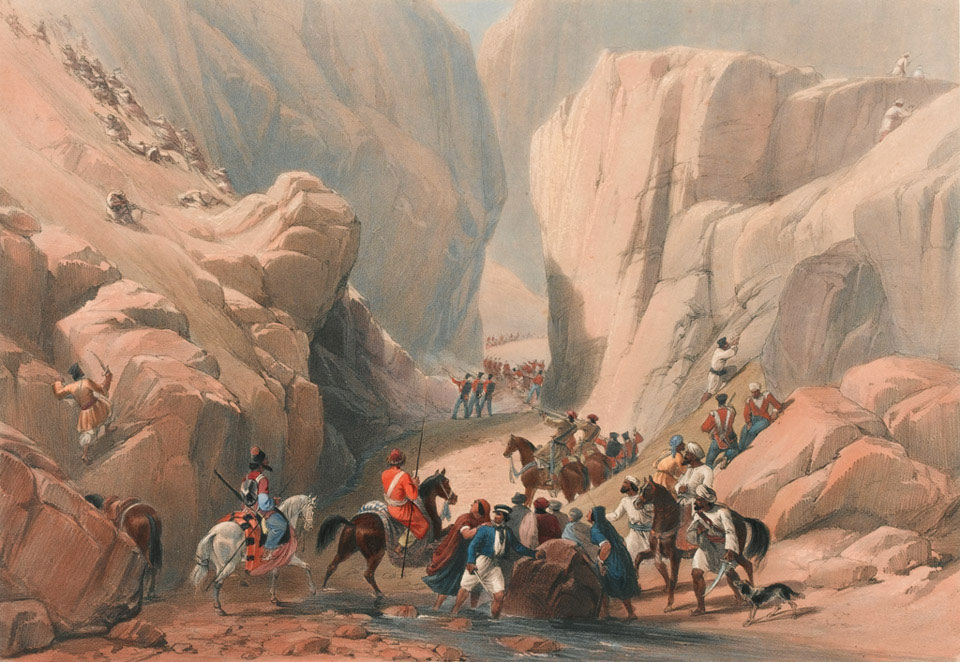
La entrada al estrecho sendero sobre el Siri Bolán, de Sketches in Afghanistan, de James Atkinson.

Un desertor, Abdul Rashed Khan, sobrino de Dost Mohammed Khan, informó a los británicos que una de las puertas de la fortaleza estaba en mal estado y podría abrirse con una carga de pólvora. Antes de la fortaleza, los británicos fueron atacados por una fuerza de miembros de la tribu Ghilzai que luchaban bajo la bandera de la yihad y que estaban desesperados por matar a los farangis, un término peyorativo pastún para los británicos y fueron rechazados. Los británicos tomaron cincuenta prisioneros que fueron llevados ante Shuja, donde uno de ellos mató a puñaladas a un ministro con un cuchillo oculto. Shuja hizo decapitarlos a todos, lo que llevó a Sir John Kaye, en su historia oficial de la guerra, a escribir este acto de "barbarie desenfrenada", el "grito estridente" de los ghazis, que sería recordado como el "lamento fúnebre" de la "política impía" del gobierno.

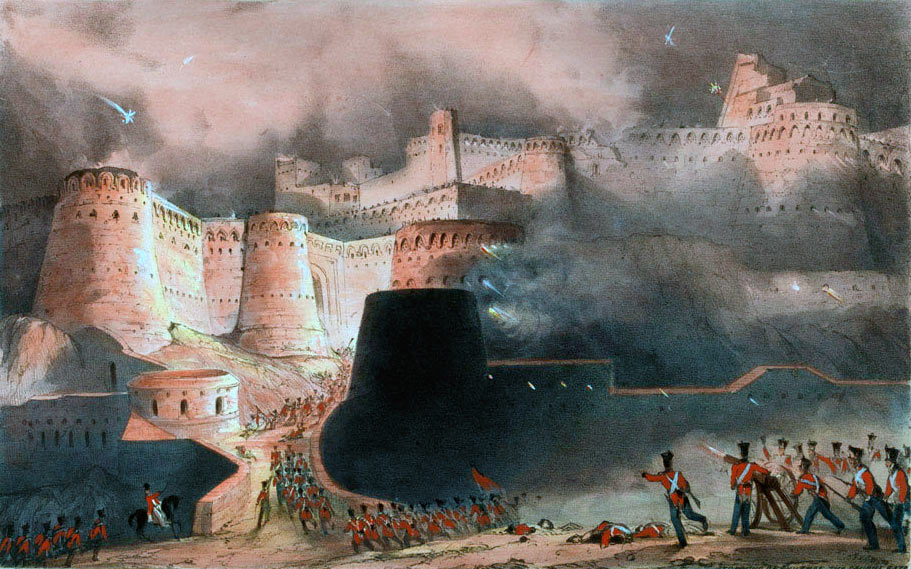
La batalla de Gazni, 23 de julio de 1839.

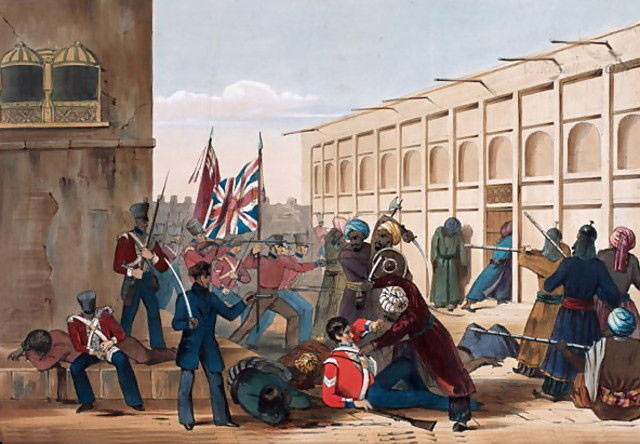
Batalla en el interior de Gazni.

El 23 de julio de 1839, en un ataque sorpresa, las fuerzas lideradas por los británicos capturaron la fortaleza de Gazni, que domina una llanura que conduce hacia el este hacia el Jaiber Pastunjuá. Las tropas británicas volaron una puerta de la ciudad y entraron en la ciudad en un estado de euforia. Durante la batalla, los británicos sufrieron 200 muertos y heridos, mientras que los afganos sufrieron 500 muertos y 1500 capturados. Gazni estaba bien provisto, lo que facilitó considerablemente el avance adicional.
Después de esto y un levantamiento de los tayikos en Istalif, los británicos marcharon a Kabul sin resistencia de las tropas de Dost Mohammed. Con su situación deteriorándose rápidamente, Dost Mohammed se ofreció a aceptar a Shuja como su señor supremo a cambio de convertirse en su wazir (una práctica común en Pashtunwali), que fue rápidamente rechazada. En agosto de 1839, después de treinta años, Shuja fue nuevamente entronizado en Kabul. Shuja rápidamente confirmó su reputación de crueldad buscando vengarse de todos los que se habían cruzado con él, ya que consideraba que su propia gente eran "perros" que necesitaban que se les enseñara a obedecer a su amo.
En ausencia de la tradicional capital invernal de Peshawar, el 2 de noviembre Shuja abandonó Bala Hissar para buscar refugio del frío en Jalalabad.

### Kalat
El 13 de noviembre de 1839, mientras se dirigía a la India, la columna de Bombay del ejército indio británico atacó, como una forma de represalia, la fortaleza tribal baluchi de Kalat, desde donde las tribus baluchi habían acosado y atacado a los convoyes británicos durante el traslado hacia el paso de Bolán.

### Dost Mohammed huye a Bujará
Dost Mohammed huyó al emir de Bujará, quien violó el código tradicional de hospitalidad al arrojar a Dost Mohammed a su mazmorra, donde se unió al coronel Charles Stoddart. Stoddart había sido enviado a Bujará para firmar un tratado de amistad y arreglar un subsidio para mantener a Bujará en la esfera de influencia británica, pero fue enviado al calabozo cuando Nasrullah Khan decidió que los británicos no le estaban ofreciendo un soborno lo suficientemente grande. A diferencia de Stoddart, Dost Mohammed pudo escapar del calabozo en agosto de 1841 y huyó al sur, a Afganistán. Dost Mohammed huyó de la dudosa hospitalidad del abrazo del Emir de Bujará y el 2 de noviembre de 1840 derrotó al 2.º de Caballería de Bengala. Esto se debió principalmente a que los indios de la 2.º de Caballería de Bengala no siguieron a sus oficiales que cargaron contra Dost Mohammed, "La explicación ofrecida por los soldados de caballería por no pelear fue" que se oponen a los sables ingleses. "El simple hecho es que, a pesar de los británicos revolución industrial, el jezail y la espada afganos hechos a mano eran muy superiores a sus homólogos británicos. De hecho, la espada del capitán Ponsoby casi se partió en dos".

## Ocupación y levantamiento de los afganos

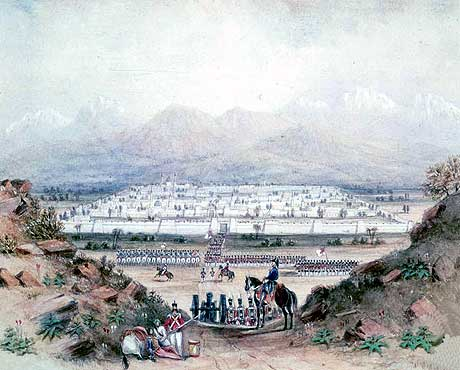
Dibujo del ejército británico entrando en Kandahar.

La mayoría de las tropas británicas regresaron a la India, dejando 8000 en Afganistán, pero pronto quedó claro que el gobierno de Shuja solo podría mantenerse con la presencia de una fuerza británica más fuerte. Los afganos resintieron la presencia británica y el gobierno de Shuja Shah. A medida que avanzaba la ocupación, el primer oficial político de la Compañía de las Indias Orientales, William Hay Macnaghten, permitió que sus soldados llevaran a sus familias a Afganistán para mejorar la moral; esto enfureció aún más a los afganos, ya que parecía que los británicos estaban estableciendo una ocupación permanente.
Macnaughten compró una mansión en Kabul, donde instaló a su esposa, una lámpara de araña de cristal, una excelente selección de vinos franceses y cientos de sirvientes de la India, sintiéndose completamente como en casa. Macnaughten, que había sido juez en una pequeña ciudad del Úlster antes de decidir que quería ser mucho más que un juez de una pequeña ciudad en Irlanda, era conocido por sus modales arrogantes e imperiosos, y simplemente se le llamaba "el Enviado" tanto por los afganos como por los británicos. La esposa de un oficial británico, Lady Florentia Sale creó un jardín de estilo inglés en su casa en Kabul, que fue muy admirado y en agosto de 1841 su hija Alexadrina se casó en su casa de Kabul con el teniente John Sturt de los Ingenieros Reales. Los oficiales británicos organizaron carreras de caballos, jugaron al cricket y en invierno patinaron sobre hielo sobre los estanques locales congelados, lo que asombró a los afganos que nunca antes habían visto esto.
Afganistán no tenía ejército, y en cambio tenía un sistema feudal bajo el cual los jefes mantendrían un cierto número de sirvientes armados, principalmente caballería junto con varios miembros de la tribu que podían ser llamados a luchar en tiempos de guerra; cuando el Emir iba a la guerra, pedía a sus jefes que trajeran a sus hombres a luchar por él. En 1840, los británicos presionaron fuertemente a Shuja para que reemplazara el sistema feudal por un ejército permanente, que amenazaba con acabar con el poder de los jefes, y que el Emir rechazó con el argumento de que Afganistán carecía de la capacidad financiera para financiar un ejército permanente.
Dost Mohammed atacó sin éxito a los británicos y a su protegido afgano Shuja, y posteriormente se rindió y fue exiliado a la India a fines de 1840.

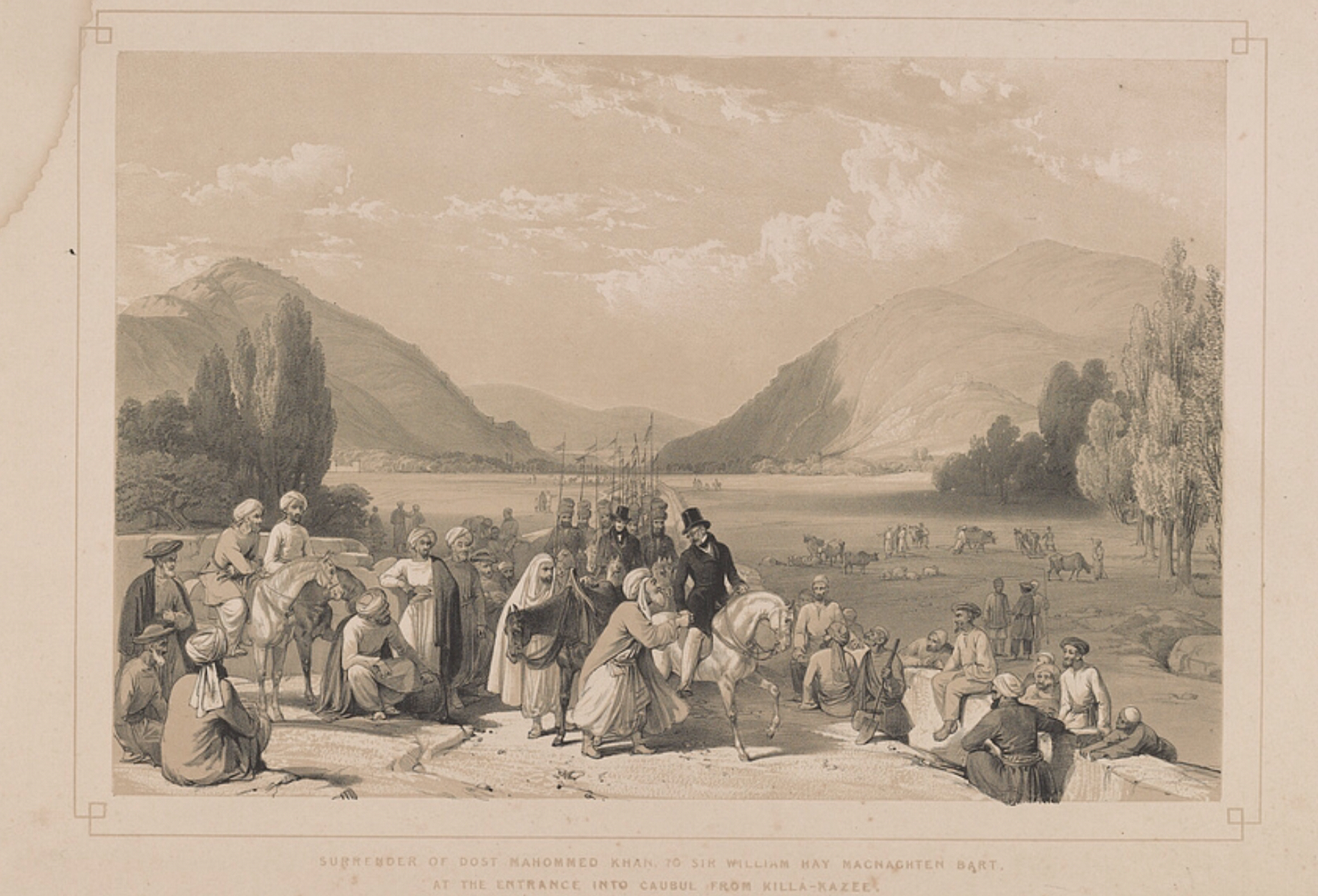
La rendición de Dost Mohammed Khan en 1840 tras su victoria en Parwan Darra.

En 1839-1840, todo el fundamento de la ocupación de Afganistán fue cambiado por la Crisis Oriental cuando Mohammed Ali el Grande, el vali (gobernador) de Egipto, que era un aliado cercano de Francia, se rebeló contra la Sublime Puerta; durante la crisis subsiguiente, Rusia y Gran Bretaña cooperaron contra Francia, y con la mejora en las relaciones anglo-rusas, la necesidad de un estado tapón en Asia Central disminuyó. La crisis oriental de 1840 casi provocó una guerra anglo-francesa, que dada la rivalidad franco-rusa de larga data causada por el odio de Nicolás de Louis-Philippe como un traidor a la causa conservadora, inevitablemente mejoró las relaciones entre Londres y San Petersburgo, lo que finalmente llevó al emperador Nicolás realiza una visita imperial a Londres en 1844 para reunirse con la reina Victoria y el primer ministro Lord Peel. 
Ya en 1838, el conde Karl Nesselrode, el ministro de Relaciones Exteriores de Rusia, había sugerido al embajador británico en San Petersburgo, Lord Clanricarde, que Gran Bretaña y Rusia firmasen un tratado que delimitara las esferas de influencia en Asia para poner fin al "Gran Juego" de una vez y para todos. En 1840, Clanricarde estaba informando a Londres que estaba bastante seguro de que se podría negociar un acuerdo mutuamente satisfactorio, y todo lo que necesitaba era el permiso necesario del Ministerio de Relaciones Exteriores para comenzar las conversaciones. Desde Calcuta, Lord Auckland presionó para la aceptación de la oferta rusa, escribiendo "Espero un Tratado tripartito de Occidente bajo el cual se pondrá un límite al avance de Inglaterra, Rusia y Persia y bajo el cual todos deberán seguir reprimiendo la trata de esclavos y el saqueo". A través de Gran Bretaña rechazó la oferta rusa, después de 1840 hubo un marcado declive en la rivalidad anglo-rusa y se había desarrollado una "relación de trabajo justa en Asia".
El secretario de Relaciones Exteriores británico Lord Palmerston rechazó la oferta rusa de poner fin al "Gran Juego" porque creía que mientras el "Gran Juego" continuara, Gran Bretaña podría incomodar a Rusia en Asia para lograr mejor sus objetivos de política exterior en Europa mucho más de lo que Rusia podría incomodar a Gran Bretaña en Asia para lograr sus objetivos de política exterior en Europa. Palmerston señaló que debido a que los británicos tenían más dinero para sobornar a los gobernantes locales en Asia Central, esto les daba la ventaja en este "juego" y, por lo tanto, era mejor mantener el "Gran Juego" en marcha. Palmerston creía que Gran Bretaña tenía la ventaja en el "Gran Juego", que la oferta rusa de delimitar definitivamente las esferas de influencia en Asia era un signo de debilidad y prefería que no se firmara tal tratado. Desde el punto de vista de Palmerston, aceptar la oferta rusa no sería bienvenido, ya que el final del "Gran Juego" en Asia significaría el redespliegue del poder ruso a Europa, el lugar que realmente contaba para él, y era mejor mantener el "Gran Juego" yendo, aunque a un ritmo reducido, dadas las tensiones con Francia. Al mismo tiempo, la reducción de la tensión anglo-rusa en la década de 1840 hizo que la posesión de Afganistán fuera un lujo más caro desde el punto de vista británico, ya que ya no parecía tan esencial tener un gobierno amigo en Kabul.
Para entonces, los británicos habían abandonado la fortaleza de Bala Hissar y se trasladaron a un acantonamiento construido al noreste de Kabul. El lugar elegido era indefendible, bajo y pantanoso con colinas a cada lado. Para empeorar las cosas, el acantonamiento era demasiado grande para el número de tropas acampadas en él y tenía un perímetro defensivo de casi dos millas de largo. Además, las provisiones y suministros estaban en un fuerte separado, a 300 yardas del acantonamiento principal. El comandante británico, el general de división George Keith Ephinstone, que llegó en abril de 1841, estaba postrado en cama la mayor parte del tiempo con gota y reumatismo.

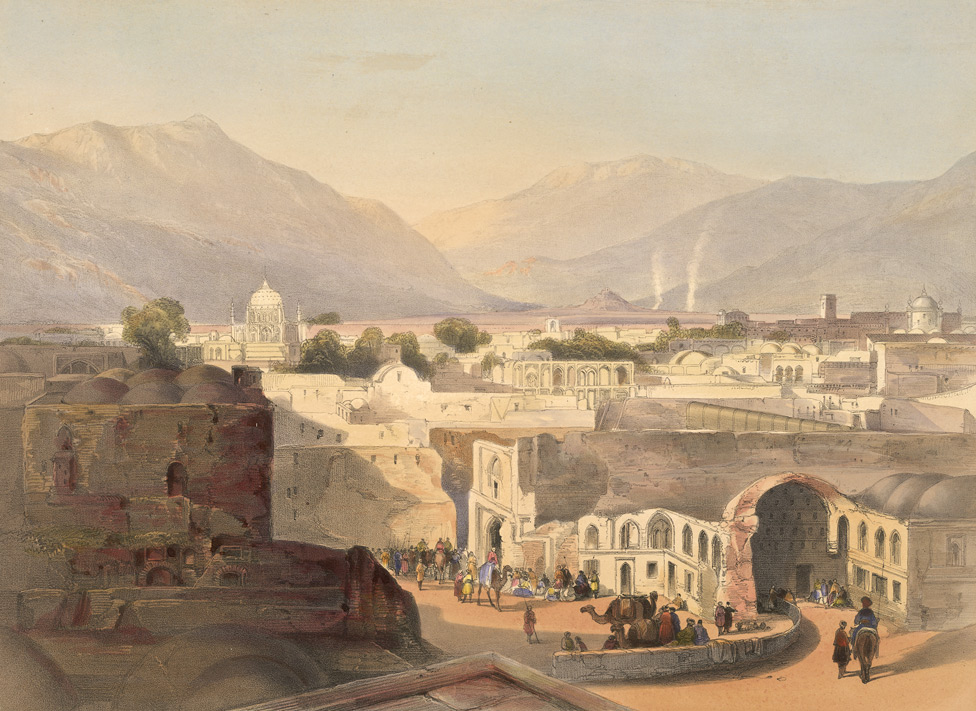
Un boceto de Kandahar, en diciembre de 1841.

Entre abril y octubre de 1841, tribus afganas descontentas acudieron en masa para apoyar la resistencia contra los británicos en Bamiyán y otras áreas al norte de las montañas Hindu Kush. Fueron organizados en una resistencia efectiva por jefes como Mir Masjidi Khan y otros. En septiembre de 1841, Macnaghten redujo los subsidios pagados a los jefes tribales de Ghilzai a cambio de aceptar a Shuja como emir y mantener los pasos abiertos, lo que llevó inmediatamente a la rebelión de los ghazis y a la proclamación de una yihad. Los subsidios mensuales, que en realidad eran sobornos para que los jefes de Ghazi se mantuvieran leales, se redujeron de 80 000 a 40 000 rupias en una época de inflación galopante, y como la lealtad de los jefes había sido enteramente financiera, el llamado a la yihad resultó más fuerte. Macnaughten no se tomó en serio la amenaza al principio, escribiendo a Henry Rawlinson en Kandahar el 7 de octubre de 1841: "Los Ghilzyes del Este están levantando una pelea sobre algunas deducciones que se han hecho de su paga. Los sinvergüenzas han logrado por completo cortando las comunicaciones por el momento, lo que me está provocando mucho en este momento, pero estarán bien aplastados por sus dolores. Uno abajo, otro vamos, es el principio de estos vagabundos".
Macnaughten ordenó una expedición. El 10 de octubre de 1841, los ghazis en una incursión nocturna derrotaron a la trigésima quinta infantería nativa, pero fueron derrotados al día siguiente por la decimotercera infantería ligera. Después de su derrota, que llevó a los rebeldes a huir a las montañas, Macnaughten se exageró al exigir que los jefes que se rebelaron ahora enviaran a sus hijos a la corte de Shuja como rehenes para evitar otra rebelión. Como Shuja tenía la costumbre de mutilar a las personas que lo disgustaban en lo más mínimo, la demanda de Macnaughten de que los hijos de los jefes fueran a la corte del Emir fue recibida con horror, lo que llevó a los jefes de Ghazi a jurar seguir luchando. Macnaghten, que acababa de ser nombrado gobernador de Bombay, estaba dividido entre el deseo de salir de Afganistán en una nota alta con el país asentado y pacífico versus el deseo de aplastar a los ghazis, lo que lo llevó a contemporizar, en un momento amenazando a la represalias más duras y al momento siguiente, comprometerse al abandonar su demanda de rehenes. La política alterna de confrontación y compromiso de Macnaughten fue percibida como una debilidad, lo que alentó a los jefes alrededor de Kabul a comenzar a rebelarse. Shuja era tan impopular que muchos de sus ministros y el clan Durrani se unieron a la rebelión.

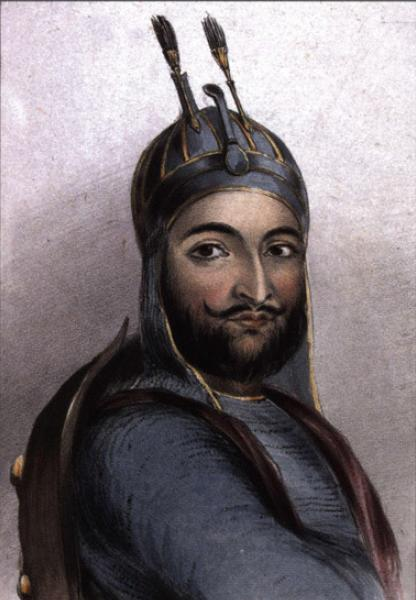
Akbar Khan (1813-1845), príncipe afgano, a fines de 1841 inició una sublevación en Kabul con 6.000 hombres forzando la retirada británica.

La noche del 1 de noviembre de 1841, un grupo de jefes afganos se reunió en la casa de Kabul de uno de ellos para planificar el levantamiento, que comenzó en la mañana del día siguiente. En una situación inflamable, la chispa fue proporcionada involuntariamente por el segundo oficial político de la Compañía de las Indias Orientales, Sir Alexander 'Sekundar' Burnes. Una esclava de Cachemira que pertenecía a un jefe pastún, Abdullah Khan Achakzai, que vivía en Kabul, se escapó a la casa de Burne. Cuando Ackakzai envió a sus criados para recuperarla, se descubrió que Burnes se había llevado a la esclava a su cama y había golpeado a uno de los hombres de Azkakzai. Se celebró una jirga secreta (consejo) de jefes pashtún para discutir esta violación de pashtunwali, donde Ackakzai, sosteniendo un Corán en una mano, dijo: "Ahora tenemos justificación para lanzar este yugo inglés; ellos estiran la mano de la tiranía para deshonrar a los ciudadanos, grandes y pequeños: follar con una esclava no vale el baño ritual que le sigue: pero tenemos que parar aquí y ahora, de lo contrario estos ingleses montarán el burro de sus deseos en el campo de la estupidez, hasta el punto de hacernos arrestar a todos y deportarnos a un campo extranjero”. Al final de su discurso, todos los jefes gritaron "Yihad". El 2 de noviembre de 1841 cayó en realidad el 17 de Ramadán, que fue la fecha del aniversario de la batalla de Badr. Los afganos decidieron hacer huelga en esta fecha por las bendiciones asociadas con esta auspiciosa fecha del 17 de Ramadán. El llamado a la yihad se realizó la mañana del 2 de noviembre desde la mezquita Pul-i-khisti en Kabul.
Lady Sale escribió en su diario el 2 de noviembre de 1841: "Esta mañana temprano, todo estaba en conmoción en Kabul. Las tiendas fueron saqueadas y la gente peleando". Ese mismo día, una turba "sedienta de sangre" apareció fuera de la casa del segundo oficial político de la Compañía de las Indias Orientales, Sir Alexander 'Sekundar' Burnes, donde Burnes ordenó a sus guardias cipayos que no dispararan mientras él estaba afuera arengando al turba en pastún, intentando de manera poco convincente persuadir a los hombres reunidos de que no se acostaba con sus hijas y hermanas. El capitán William Broadfoot, que estaba con Burnes, vio a la turba avanzar, lo que lo llevó a abrir fuego con otro oficial que escribió en su diario que "mató a cinco o seis hombres con su propia mano antes de ser derribado". La turba irrumpió en la casa de Burnes, donde él, su hermano Charles, sus esposas e hijos, varios ayudantes y los cipayos fueron despedazados. La turba luego atacó la casa del pagador Johnston que no estaba presente, lo que llevó a escribir más tarde cuando inspeccionó los restos de su casa que "se apoderaron de mi tesoro al socavar el muro (…) Asesinaron a la totalidad del guardia (un oficial y 28 cipayos), todos mis sirvientes (hombres, mujeres y niños), saquearon el tesoro (…) quemaron todos los registros de mi oficina (…) y se apoderaron de todos mis bienes privados".
Las fuerzas británicas no tomaron ninguna medida en respuesta a pesar de estar a solo cinco minutos de distancia, lo que alentó más revueltas. La única persona que actuó ese día fue Shuja, quien ordenó la salida de uno de sus regimientos del Bala Hissar comandado por un mercenario escocés llamado Campbell para aplastar el motín, pero la ciudad vieja de Kabul con sus calles estrechas y tortuosas favoreció a los defensores, con Los hombres de Campbell atacados por los rebeldes en las casas de arriba. Después de perder a unos 200 hombres muertos, Campbell se retiró a Bala Hissar. Después de enterarse de la derrota de su regimiento, Shuja descendió a lo que Kaye llamó "un lamentable estado de abatimiento y alarma", hundiéndose en un profundo estado de depresión cuando finalmente se dio cuenta de que su gente lo odiaba y quería verlo muerto. Elphinstone envió al capitán Sturt a Bala Hissar para ver si era posible recuperar el control de la ciudad esa misma tarde, donde su suegra, Lady Sale, anotó en su diario: "Justo cuando entró en el recinto del palacio, fue apuñalado en tres lugares por un joven bien vestido, que se escapó a un edificio cercano, donde fue protegido por el cierre de las puertas". Sturt fue enviado a casa para ser atendido por Lady Sale y su esposa, y el primero señaló: "Estaba cubierto de sangre que brotaba de su boca y no podía articular. No podía acostarse, porque la sangre lo ahogaba", siendo capaz sólo horas después de pronunciar una palabra: "mejor".
Lady Sale fue muy crítica con el liderazgo de Elphinstone y escribió: "El general Elphinstone vacila en cada punto. Su propio juicio parece ser bueno, pero el último orador lo influye", y lo critica por "(…) una circunstancia muy extraña que las tropas no fueron enviados inmediatamente a la ciudad para sofocar el asunto en el comienzo, pero parece que nos sentamos en silencio con las manos cruzadas y miramos. A pesar de estar ambos en el acantonamiento, Elphinstone prefirió escribir cartas a Macnaughten, con una carta el 2 de noviembre que decía "He estado considerando lo que puedo hacer mañana" (decidió no hacer nada ese día), afirmando "nuestro dilema es difícil", y finalmente concluyendo "Debemos ver qué trae la mañana". La situación británica pronto se deterioró cuando los afganos asaltaron el fuerte de suministro mal defendido dentro de Kabul el 9 de noviembre.
En las semanas siguientes, los comandantes británicos intentaron negociar con Akbar Khan. Macnaughten se ofreció en secreto a convertir a Akbar en visir de Afganistán a cambio de permitir que los británicos se quedaran, mientras que al mismo tiempo desembolsaba grandes sumas de dinero para asesinarlo, lo que se informó a Akbar Khan. Una reunión para las negociaciones directas entre Macnaughten y Akbar se llevó a cabo cerca del acantonamiento el 23 de diciembre, pero Macnaughten y los tres oficiales que lo acompañaban fueron capturados y asesinados por Akbar Khan. El cuerpo de Macnaughten fue arrastrado por las calles de Kabul y exhibido en el bazar. Elphinstone ya había perdido en parte el mando de sus tropas y su autoridad estaba gravemente dañada.

## Destrucción del ejército de Elphinstone

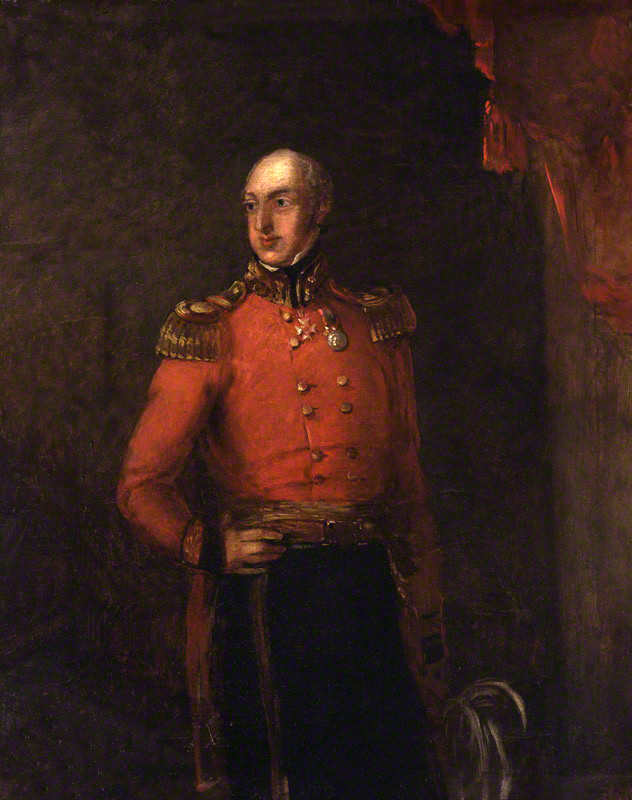
General William Elphinstone (1782-1842).

El 1 de enero de 1842, tras algunas ideas inusuales del general de división William George Keith Elphinstone, que puede haber tenido algo que ver con la escasa capacidad de defensa del acantonamiento, se llegó a un acuerdo que preveía el éxodo seguro de la guarnición británica y sus dependientes de Afganistán. Cinco días después, comenzó el retiro. El contingente británico que partía contaba con alrededor de 16 500, de los cuales 4500 eran personal militar y más de 12 000 eran seguidores del campamento. El teniente Eyre comentó sobre los seguidores del campo que "estos demostraron desde el primer kilómetro un grave obstáculo para nuestros movimientos".
Lady Sale viajó con sus 40 sirvientes, ninguno de los cuales nombró en su diario, mientras que el hijo del teniente Eyre fue salvado por una sirvienta afgana, que atravesó una emboscada con el niño a la espalda, pero nunca dio su nombre. El historiador estadounidense James Perry señaló: "Al leer los diarios y revistas antiguos, es casi como si estos doce mil sirvientes nativos y esposas e hijos cipayos no existieran individualmente. En cierto modo, realmente no lo hicieron. Morirían todos, fusilados, apuñalados, congelados, en estos pasos de montaña, y nadie se molestó en anotar el nombre ni siquiera de uno de ellos". La fuerza militar estaba formada principalmente por unidades indias y un batallón británico, 44.º Regimiento de Infantería.
Fueron atacados por guerreros Ghilzai mientras luchaban por los pasos nevados. El primer día, la fuerza en retirada recorrió solo cinco millas y, como Lady Sale escribió sobre su llegada a un pueblo de Begramee: "No había tiendas de campaña, salvo dos o tres pequeños pabellones que llegaron. Todos rasparon la nieve lo mejor que pudieron para hacer un lugar para acostarse. La tarde y la noche eran intensamente frías; no se podía conseguir comida para hombres o bestias, excepto unos pocos puñados de bhoosay [estofado picado], por el que tuvimos que pagar de cinco a diez rupias". A medida que caía la noche y con ella, la temperatura descendió muy por debajo del punto de congelación. 

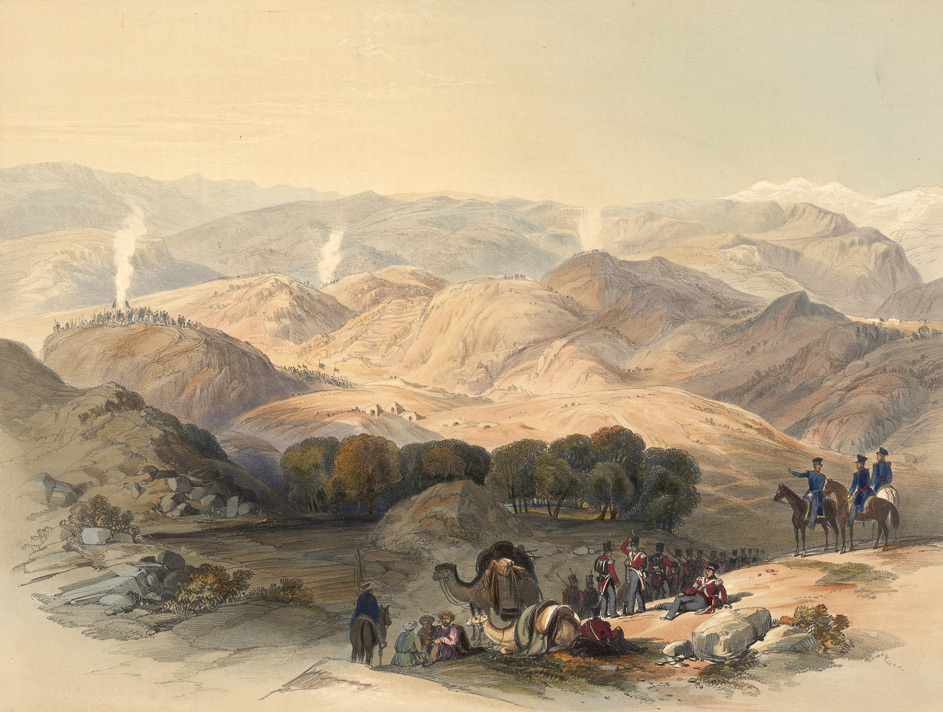
El bosque y el valle de Jugdulluk, donde el ejército de Elphinstone hizo su última resistencia en la calamitosa retirada; enero de 1842. Tal como lo dibujó en el lugar James Rattray.

La fuerza en retirada se enteró de que habían perdido todos sus suministros de comida y su equipaje. El segundo día, todos los hombres del 6.º regimiento del Real Ejército Afgano desertaron y regresaron a Kabul, lo que marcó el final del primer intento de dar a Afganistán un ejército nacional. Durante varios meses después, lo que una vez había sido el ejército de Shuja se redujo a mendigar en las calles de Kabul como Akbar había mutilado a todos los mercenarios de Shuja antes de arrojarlos a las calles a mendigar. A pesar de la promesa de salvoconducto de Akbar Khan, la fuerza angloindia fue atacada repetidamente por los ghilzais, con un ataque afgano especialmente feroz que fue rechazado con una enérgica carga de bayoneta.
Mientras intentaba cruzar el paso de Koord-Kabual en el Hindu Kush, que se describió como de cinco millas de largo y "tan estrecho y tan cerrado a ambos lados que el sol invernal rara vez penetra en sus oscuros recovecos", la fuerza angloindia fue emboscada por los miembros de la tribu Ghilzai. Johnson describió un "fuego asesino" que obligó a los británicos a abandonar todo el equipaje, mientras que los seguidores del campamento, independientemente de su sexo y edad, fueron asesinados con espadas. Lady Sale escribió: "Las balas seguían pasando a nuestro lado" mientras algunos de los artilleros abrían la tienda de brandy del regimiento para emborracharse en medio de los ataques afganos.
Lady Sale escribió que bebió un vaso de jerez "que en cualquier otro momento me habría hecho muy desagradable, pero ahora simplemente me calentó". Lady Sale recibió un balazo en la muñeca mientras tenía que ver cómo su yerno Sturt (…) le habían disparado al caballo y antes de que pudiera levantarse del suelo recibió una herida grave en el abdomen". Con su esposa y su suegra a su lado en la nieve, Sturt murió desangrado en el transcurso de la noche. El Elphinstone incompetente, ingenuo y crédulo siguió creyendo que Akbar Khan era su "aliado", y creyó en su promesa de que enviaría los suministros capturados si detuviera la retirada el 8 de enero. Para aumentar la miseria de los británicos, esa noche se desató una feroz ventisca que provocó que cientos murieran de frío.

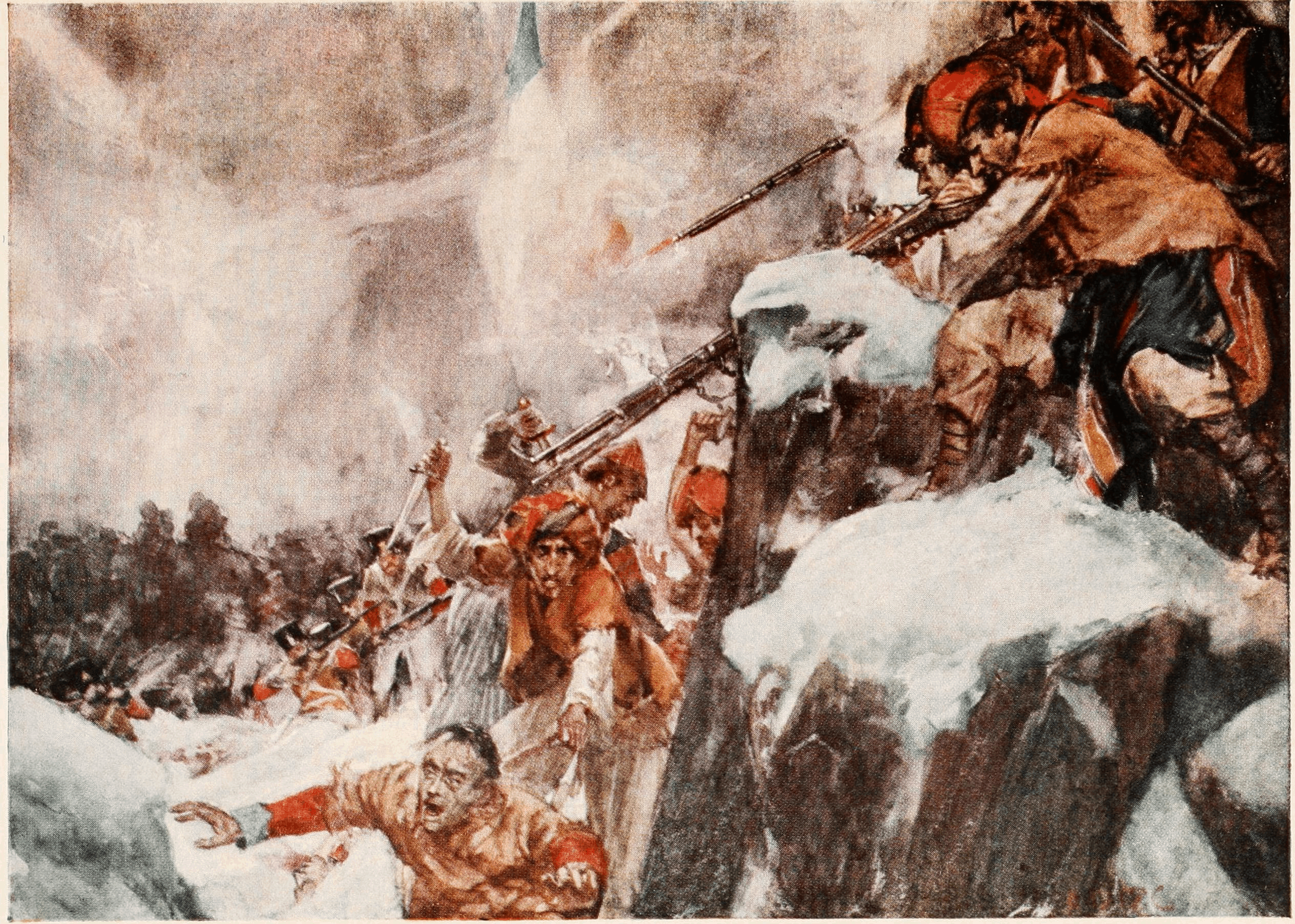
Fuerzas afganas atacan a tropas británico-indias en retirada

El 9 de enero de 1842, Akbar envió un mensajero diciendo que estaba dispuesto a tomar a todas las mujeres británicas como rehenes, dando su palabra de que no serían dañadas, y dijo que de lo contrario los miembros de su tribu no mostrarían piedad y matarían a todas las mujeres y niños. Uno de los oficiales británicos enviados a negociar con Akbar lo escuchó decir a los miembros de su tribu en dari (farsi afgano), un idioma hablado por muchos oficiales británicos, que "perdonaran" a los británicos mientras decía en pastún, lo que la mayoría de los oficiales británicos hicieron no hablar, para "matarlos a todos". Lady Sale, su hija embarazada Alexandria y el resto de mujeres y niños británicos aceptaron la oferta de Akbar de un salvoconducto de regreso a Kabul. Como la Compañía de las Indias Orientales no pagaría un rescate por las mujeres y los niños indios, Akbar se negó a aceptarlos, por lo que las mujeres y los niños indios murieron con el resto de la fuerza en el Hindu Kush. Los seguidores del campo capturados por los afganos fueron despojados de toda su ropa y dejados morir congelados en la nieve. Lady Sale escribió que cuando la llevaron de regreso a Kabul notó: "El camino estaba cubierto de horribles cuerpos destrozados, todos desnudos".
En la madrugada del 10 de enero, la columna reanudó su marcha, con todos cansados, hambrientos y fríos. La mayoría de los cipayos en ese momento habían perdido uno o dos dedos por congelación y no podían disparar sus armas. En el estrecho paso de Tunghee Tareekee, que tenía 50 metros de largo y solo 4 metros de ancho, los miembros de la tribu Ghizye tendieron una emboscada a la columna, matando sin piedad a todos los seguidores del campamento. Los soldados angloindios se abrieron paso por los cadáveres de los seguidores del campo con grandes pérdidas para ellos mismos. Desde una colina, Akbar Khan y sus jefes observaron la matanza mientras estaban sentados en sus caballos, aparentemente muy divertidos por la matanza.

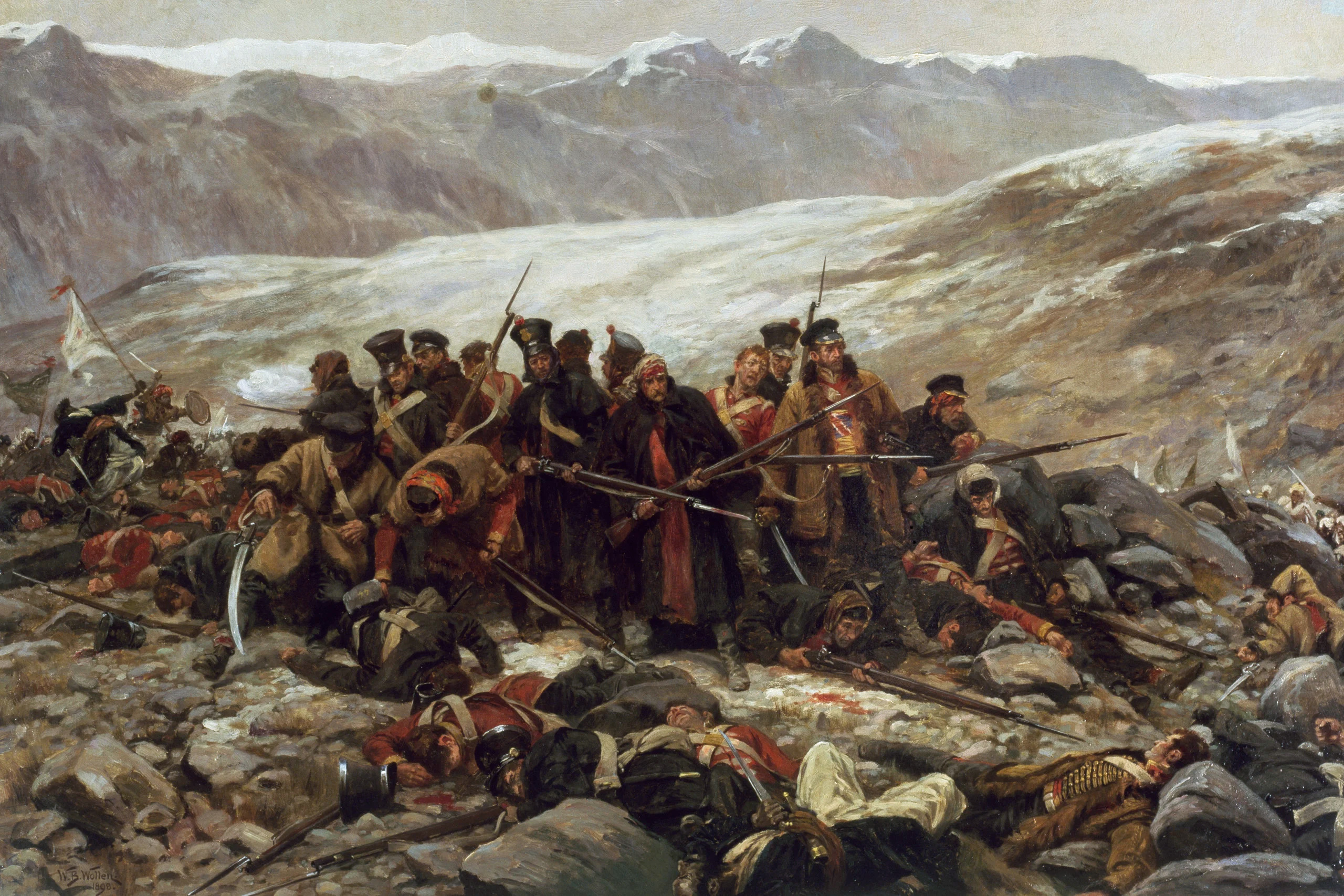
La última batalla de Gandamak, pintado por William Barnes Wollen (1898).

El capitán Shelton y algunos soldados del 44.º regimiento mantuvieron la retaguardia de la columna y lucharon contra los sucesivos ataques afganos, a pesar de ser superados en número. Johnson describió a Shelton luchando como un "bulldog" con su espada, cortando a cualquier afgano que intentara enfrentarse a él de manera tan eficiente que al final del día ningún afgano lo desafiaría. En la noche del 11 de enero de 1842, el general Elphinstone, el capitán Shelton, el pagador Johnston y el capitán Skinner se reunieron con Akbar Khan para pedirle que detuviera sus ataques contra la columna. Akbar Khan les proporcionó té caliente y una buena comida antes de decirles que ahora todos eran sus rehenes, ya que calculó que la Compañía de las Indias Orientales pagaría buenos rescates por su libertad, y cuando el capitán Skinner trató de resistir, le dispararon en la cara. El mando ahora recaía en el brigadier Thomas Anquetil.
Los evacuados murieron en gran número mientras bajaban por las 30 millas (48 km) de traicioneras gargantas y pasos que se encuentran a lo largo del río Kabul entre Kabul y Gandamak, y fueron masacrados en el paso de Gandamak antes de que un sobreviviente llegara a la guarnición sitiada en Yalalabad. En Gandamak, unos 20 oficiales y otras 45 filas del 44.º regimiento de infantería, junto con algunos artilleros y cipayos, armados con unos 20 mosquetes y dos cartuchos de munición para cada hombre, se encontraron al amanecer rodeados por miembros de tribus afganas. La fuerza se había reducido a menos de cuarenta hombres por una retirada de Kabul que se había convertido, hacia el final, en una batalla continua a través de sesenta centímetros de nieve. El suelo estaba helado, los hombres no tenían refugio y tenían poca comida durante semanas. 
De las armas que les quedaban a los supervivientes en Gandamak, había aproximadamente una docena de mosquetes en funcionamiento, las pistolas de los oficiales y algunas espadas. Los británicos formaron una escuadra y derrotaron el primer par de ataques afganos, "empujando a los afganos varias veces colina abajo" antes de quedarse sin municiones. Luego siguieron luchando con sus bayonetas y espadas antes de ser abrumados. Los afganos tomaron sólo 9 prisioneros y mataron al resto. Los restos del 44.º regimiento de infantería fueron asesinados excepto el capitán James Souter, el sargento Fair y siete soldados que fueron hechos prisioneros.

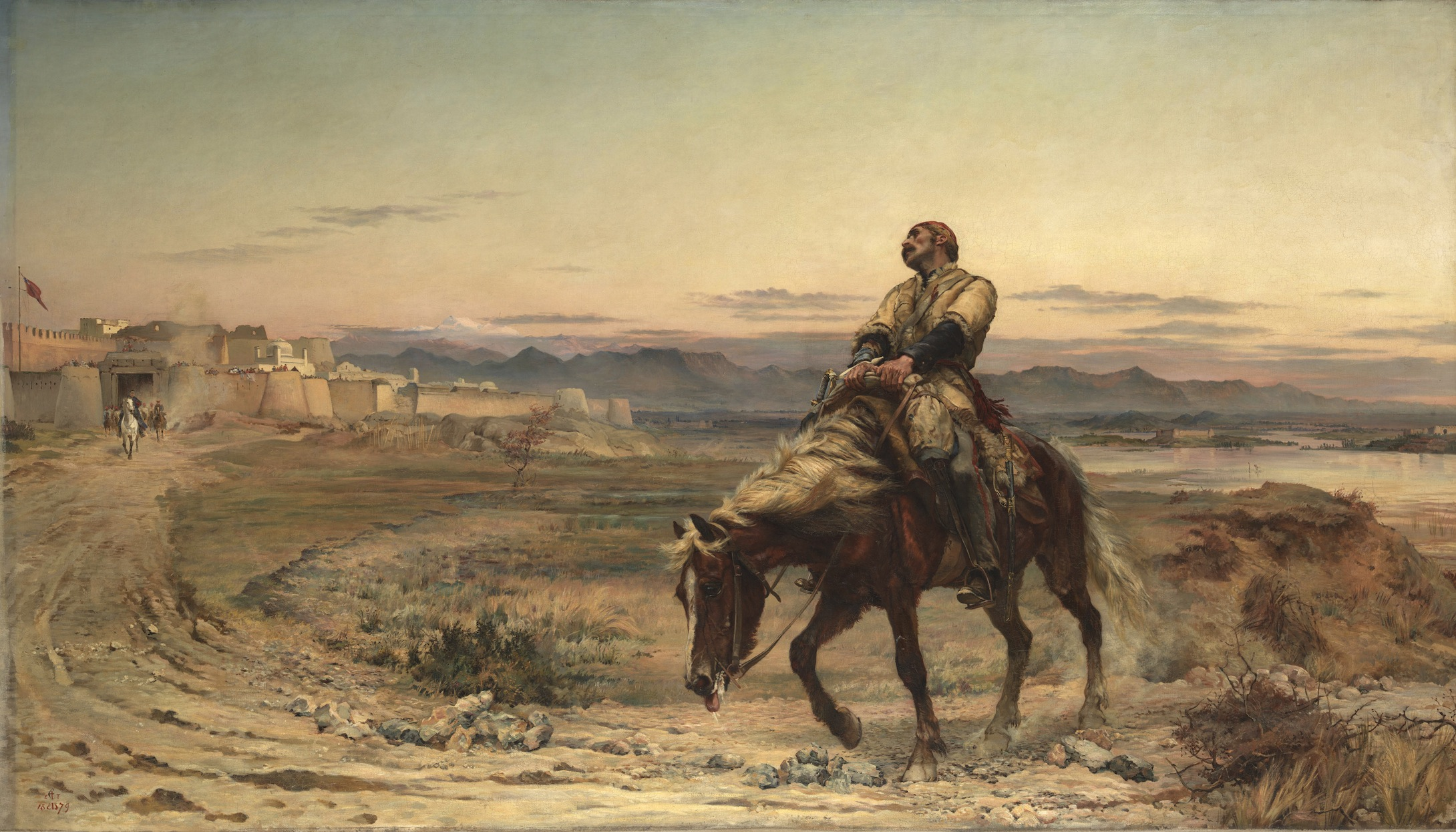
Remnants of an Army, cuadro de Elizabeth Thompson de 1879, muestra la llegada de William Brydon a Jalalabad.

El único soldado que llegó a Jalalabad fue el Dr. William Brydon y varios cipayos durante las noches siguientes. Otra fuente afirma que más de cien británicos fueron hechos prisioneros. Un suboficial británico huyó de Gandamak a Gujrat, India a pie, según una fuente citada en The Times del 2 de marzo de 1843 por Farrukh Husain, quien escribe: "El relato más extraño de la fuga de Gundamuck se refiere al de un faqir de piel oscura que apareció en India en harapos, pero era en realidad un suboficial escocés que huyó hasta el campamento Deesa del ejército británico en Gujrat, India, "Esta mañana un hombre extraño llegó al campamento, cubierto de pelo y casi desnudo, su rostro ardía mucho; resultó ser el sargento Philip Edwards del 44.º Regimiento de la Reina que escapó de la masacre general en Gundamuch, Afganistán, y después de viajar 15 meses en dirección sur por el sol, encontró su camino hacia el campamento aquí, sin saber dónde estaba era".
Muchas de las mujeres y niños fueron llevados cautivos por las tribus beligerantes afganas; algunas de estas mujeres se casaron con sus captores, en su mayoría seguidores del campo afganos e indios que eran esposas de oficiales británicos. Los niños sacados del campo de batalla en ese momento que luego fueron identificados a principios del siglo XX como los de los soldados caídos fueron criados por familias afganas como sus propios hijos.

## Segunda expedición británica

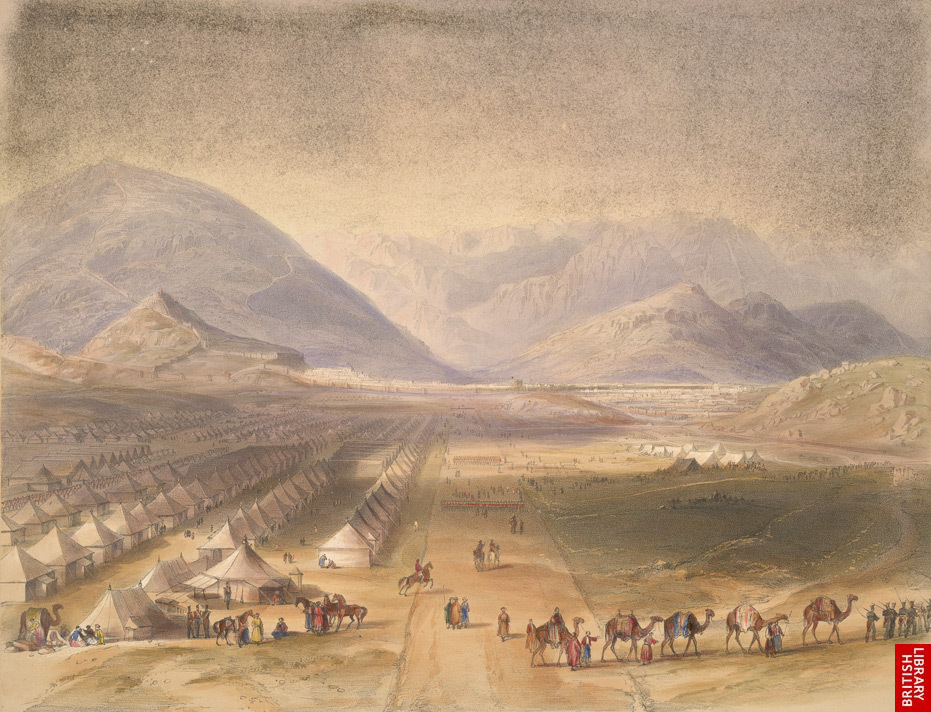
Tropas británicas e indias en las afueras de Kabul en 1842.

Al mismo tiempo que los ataques a la guarnición de Kabul, las fuerzas afganas asediaron a los demás contingentes británicos en Afganistán. Estos estaban en Kandahar (donde se había estacionado la fuerza británica más grande del país), Yalalabad (en poder de una fuerza que había sido enviada desde Kabul en octubre de 1841 como la primera etapa de una retirada planificada) y Ghazni. Ghazni fue asaltada, pero las otras guarniciones resistieron hasta que llegaron las fuerzas de socorro de la India, en la primavera de 1842. Akbar Khan fue derrotado cerca de Jalalabad y se trazaron planes para la reconquista de Kabul y la restauración del control británico.
Sin embargo, Lord Auckland había sufrido un derrame cerebral y había sido reemplazado como gobernador general por Lord Edward Law, quien tenía instrucciones de poner fin a la guerra tras un cambio de gobierno en Gran Bretaña. Ellenborough ordenó a las fuerzas en Kandahar y Yalalabad que abandonaran Afganistán después de infligir represalias y asegurar la liberación de los prisioneros tomados durante la retirada de Kabul.

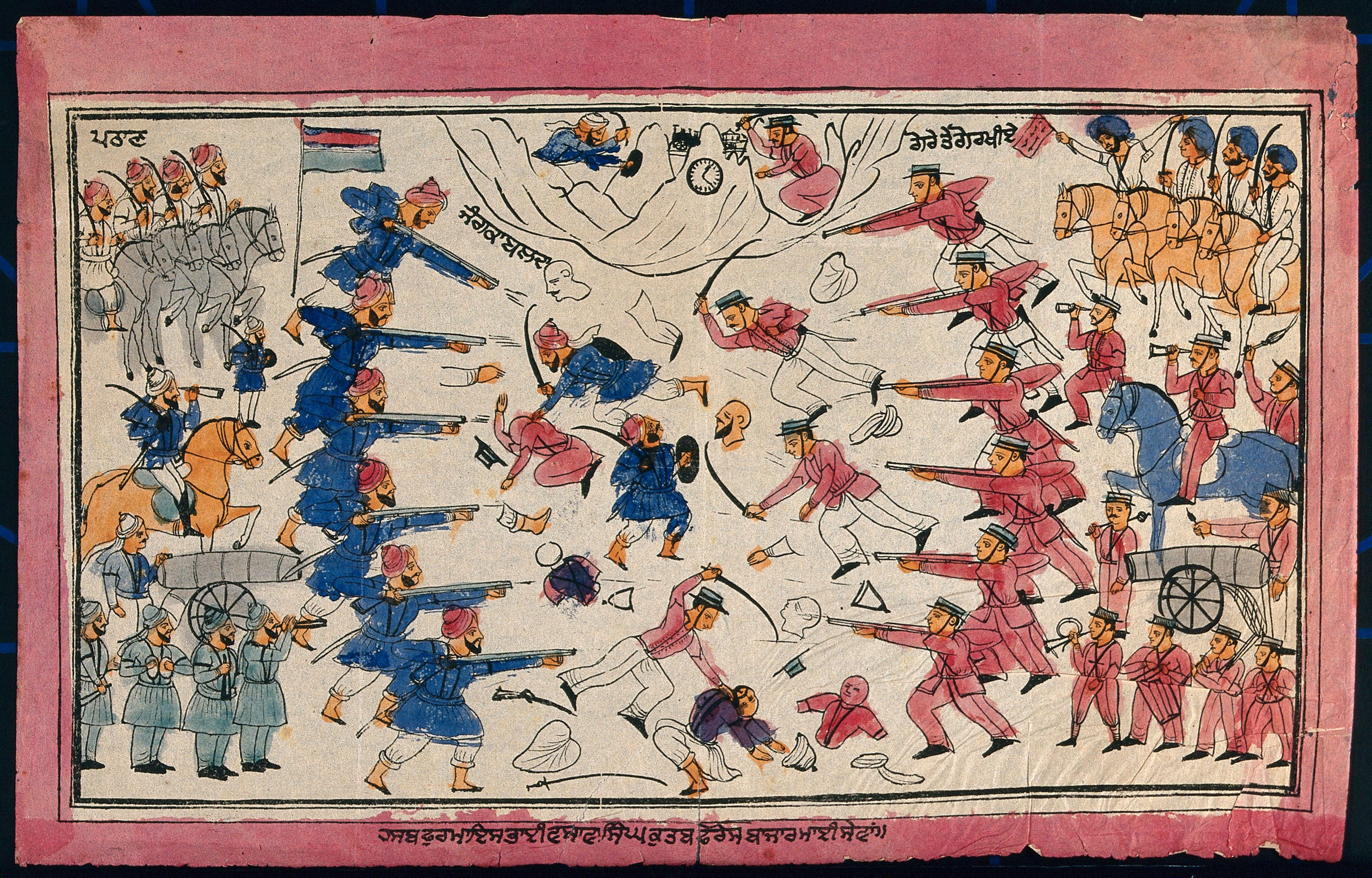
Batalla en Kabul entre los afganos contra los sikhs, los gurkas y los británicos en 1842. Litografía coloreada.

En agosto de 1842, el general William Nott avanzó desde Kandahar, capturando Ghazni y demoliendo parcialmente las fortificaciones de la ciudad. Mientras tanto, el general George Pollock, que había tomado el mando de una fuerza desmoralizada en Peshawar, la utilizó para despejar el paso de Khyber y llegar a Yalalabad, donde el general Sale ya había levantado el asedio. Desde Yalalabad, el general Pollock infligió una aplastante derrota adicional a Akbar Khan. A medida que la expedición avanzaba a través de Afganistán, fueron testigos de los innumerables camaradas muertos que perecieron tras la retirada de Kabul. Esto enfureció a los británicos que se vengaron de los civiles afganos arrasando pueblos, asesinando a hombres y violando a mujeres.
Neville Bowles Chamberlain describió los asesinatos como "verdaderamente perversos". Las fuerzas británicas combinadas derrotaron a toda la oposición antes de tomar Kabul en septiembre. Un mes más tarde, habiendo rescatado a los prisioneros y demolido el bazar principal de la ciudad como un acto de venganza por la destrucción de la columna de Elphinstone, se retiraron de Afganistán a través del paso de Khyber. Dost Muhammed fue puesto en libertad y restableció su autoridad en Kabul. Murió el 9 de junio de 1863. Durante su vida, no se estableció ninguna misión rusa en Afganistán. Se informa que Dost Mohammed dijo:
Me ha impresionado la magnitud de sus recursos, sus barcos, sus arsenales, pero lo que no puedo entender es por qué los gobernantes de un imperio tan vasto y floreciente deberían haber atravesado el Indo para privarme de mi país pobre y estéril.

## Consecuencias
Muchas voces en Gran Bretaña, desde Lord Aberdeen hasta Benjamin Disraeli, habían criticado la guerra como precipitada e insensata. La amenaza percibida de Rusia fue enormemente exagerada, dadas las distancias, las barreras montañosas casi infranqueables y los problemas logísticos que una invasión tendría que resolver. En las tres décadas posteriores a la primera guerra anglo-afgana, los rusos avanzaron de manera constante hacia el sur, hacia Afganistán. En 1842, la frontera rusa estaba al otro lado del mar de Aral desde Afganistán. En 1865, Taskent se había anexado formalmente, al igual que Samarcanda tres años después. Un tratado de paz en 1873 con Amir Alim Khan de la dinastía Manghit, el gobernante de Bujará, prácticamente lo despojó de su independencia. El control ruso se extendió entonces hasta la orilla norte del Amu Darya.
En 1878, los británicos invadieron nuevamente, iniciando la segunda guerra anglo-afgana.
El famoso cuadro de Lady Butler del Dr. William Brydon, inicialmente pensado como el único superviviente, abriéndose camino hacia el puesto de avanzada británico en Yalalabad, ayudó a afianzar la reputación de Afganistán como cementerio de ejércitos extranjeros y se convirtió en una de las grandes epopeyas del imperio.

En 1843, el capellán del ejército británico GR Gleig escribió unas memorias de la desastrosa (primera) guerra anglo-afgana, de la que no fue uno de los pocos supervivientes como alegan algunos autores como Dalrymple, sino alguien que entrevistó a los supervivientes y escribió su relato como se declara en la primera página de su libro que se describe como un "Anuncio", pero de hecho es el prefacio. Escribió que era:
Una guerra iniciada sin propósito prudente, llevada a cabo con una extraña mezcla de temeridad y timidez, terminada después del sufrimiento y el desastre, sin mucha gloria para el gobierno que la dirigía, ni para el gran cuerpo de tropas que la libraba. No se obtuvo ningún beneficio, político o militar, con esta guerra. Nuestra eventual evacuación del país se parecía a la retirada de un ejército derrotado.
La Iglesia de San Juan Evangelista ubicada en Navy Nagar, Bombay, India, más comúnmente conocida como la Iglesia afgana, fue dedicada en 1852 como un monumento a los muertos del conflicto.
En 2013, un escritor de The Economist calificó la retirada de Kabul de 1842 como "el peor desastre militar británico hasta la caída de Singapur exactamente un siglo después".

## Representaciones ficticias
- La primera guerra anglo-afgana está representada en una obra de ficción histórica, Flashman de George MacDonald Fraser. (Esta es la primera novela de Flashman de Fraser).
- La terrible experiencia del Dr. Brydon puede haber inspirado la historia del Dr. John Watson en la primera novela de Sherlock Holmes de Conan Doyle, Un estudio en escarlata, aunque su herida se sufrió en la segunda guerra.
- La novela de Emma Drummond Más allá de todas las fronteras (1983) se basa en estos eventos, como son Philip Hensher 's Empire Mulberry (2002) y Fanfare (1993), de Andrew Macallan una relación distante del Dr. William Brydon.
- La novela infantil de GA Henty To Herat and Kabul se centra en la guerra anglo-afgana a través de la perspectiva de un adolescente expatriado escocés llamado Angus. El poema de Theodor Fontane, Das Trauerspiel von Afghanistan (La tragedia de Afganistán) también se refiere a la masacre del ejército de Elphinstone.[82]
- El episodio de Victoria (2017) "La hija de un soldado" dramatiza la supervivencia de Brydon en el retiro. En el programa, la reina Victoria responde a la pérdida de vidas en el retiro con un discurso en la botadura del HMS Trafalgar y reuniéndose y honrando a Brydon en privado.[83][84]